# Kevin Barnes
Kevin Barnes (Fayetteville, 15 settembre 1986) è un ex giocatore di football americano statunitense che ha militato nel ruolo di cornerback nella National Football League (NFL). Al college ha giocato a football all'Università del Maryland.

## Carriera universitaria
Nei 5 anni che giocò con i Terrapins, apparì con la maglia numero 2 come defensive back in 42 partite, totalizzò 6 intercetti per un totale di 82 yard ritornate. Ottenne il riconoscimento:
- Second-team All-ACC (2007).

## Carriera professionistica
Alla NFL Combine del 2009 si classificò 1º nel 20-Yard Shuttle con 3,96 secondi.

### Washington Redskins

#### Stagione 2009
Al draft NFL 2009 fu selezionato come 80a scelta dai Redskins. Durante gli allenamenti estivi firmò un contratto di 4 anni con un bonus alla firma di 782.000 dollari. Debuttò nella NFL come cornerback il 29 novembre 2009 contro i Philadelphia Eagles indossando la maglia numero 25. Chiuse la stagione con sole 4 partite all'attivo.

#### Stagione 2010
All'inizio della stagione, l'allenatore capo Jim Zorn venne sostituito da Mike Shanahan, mentre Barnes e Brian Orakpo furono gli unici giocatori del draft 2009 a esser rimasti in squadra.
Nel secondo tempo della partita contro i New York Giants, Barnes subentrò all'infortunato Phillip Buchanon totalizzando 3 tackle. Contro i Jacksonville Jaguars debutta da titolare come safety e proprio in quella partita intercettò un passaggio di David Garrard, l'azione tornò nelle mani dei Redskins che alla fine realizzarono il field goal della vittoria. Concluse la stagione giocando 10 partite di cui 2 da titolare.

#### Stagione 2011
Con l'inizio della nuova stagione cambiò il numero di maglia dal 25 al 22. Nella 3a settimana contro i Dallas Cowboys intercettò un passaggio di Tony Romo.
Nella 10a settimana contro i Miami Dolphins fece il suo 3º intercetto in carriera, sul lancio fatto da Matt Moore. Concluse la stagione giocando 15 partite di cui una sola da titolare.

## Statistiche
|      |                     |    |    | Tackle | Tackle | Tackle | Tackle | Tackle | Intercetti | Intercetti | Intercetti | Intercetti | Intercetti | Fumble | Fumble |
| Anno | Squadra             | P  | PT | T      | TS     | TA     | Sack   | Sf     | PD         | I          | Yard       | Max        | TD         | FF     | FR     |
| ---- | ------------------- | -- | -- | ------ | ------ | ------ | ------ | ------ | ---------- | ---------- | ---------- | ---------- | ---------- | ------ | ------ |
| 2009 | Washington Redskins | 4  | 0  | 2      | 2      | 0      | 0      | 0      | 0          | 0          | 0          | 0          | 0          | 0      | 0      |
| 2010 | Washington Redskins | 10 | 2  | 17     | 15     | 2      | 0      | 0      | 5          | 1          | 8          | 8          | 0          | 0      | 0      |
| 2011 | Washington Redskins | 15 | 1  | 26     | 23     | 3      | 0      | 0      | 4          | 2          | 30         | 30         | 0          | 0      | 0      |
|      | Totale              | 29 | 3  | 45     | 40     | 5      | 0      | 0      | 9          | 3          | 38         | 30         | 0          | 0      | 0      |

Fonte: NFL.com
Legenda: 
- P = partite totali giocate
- PT = partite giocate da titolare
- T = tackle totali
- TS = tackle solitari
- TA = tackle assistiti
- Sf = safety
- PD = pass deflection
- Max = intercetto più lungo della stagione
- TD = numero di touchdown segnati su intercetti
- I = intercetti
- FF = fumble forzati
- FR = fumble recuperati

## Vittorie e premi
Nessuno.

## Statistiche
| Partite totali             | 29 |
| Partite totali da titolare | 3  |
| Tackle totali              | 45 |
| Intercetti fatti           | 3  |
| Fumble forzati             | 0  |
| Fumble recuperati          | 0  |